# 위베르 드 지방시
위베르 제임스 마르셀 타팽 드 지방시(프랑스어: Hubert James Marcel Taffin de Givenchy, 1927년 2월 20일 ~ 2018년 3월 10일)는 프랑스의 귀족이자 패션 디자이너로 1952년 지방시의 고급 패션 및 향수 하우스를 설립했다. 그는 오드리 헵번의 개인적이고 전문적인 의상과 재클린 부비에 케네디의 옷을 디자인한 것으로 유명하다. 그는 1970년에 국제 베스트 드레서 리스트 명예의 전당에 올랐다.